# Bill Smart
Bill Smart, född 5 juni 1948, är en friidrottare från Kanada. Han deltog vid olympiska sommarspelen 1972.